# Lype eximia
Lype eximia là một loài Trichoptera hóa thạch trong họ Psychomyiidae.